# Agnes Dean Abbatt
Agnes Dean Abbatt (1847-1917) foi uma pintora americana, sendo a segunda mulher eleita para a Sociedade Americana de Aquarela.

## Primeiros anos
Agnes nasceu em 23 de junho de 1847 em Nova York, filha de William D. e Agnes Alice (Dean) Abbatt. Seus ascendentes deixaram a Inglaterra no final do século XVIII e instalaram-se em Pleasant Valley, onde seu pai nasceu. A avó de Agnes era uma artista amadora e encorajava todos os seus netos à estudar arte, mas Agnes foi a única a seguir carreira artística.
Em 1873 entrou na Cooper Union e ganhou uma medalha em seu primeiro ano pelo desenho da cabeça de Ajax. Isso levou a sua aceitação na Academia Nacional de Desenho, em Nova York. No final de seu primeiro ano, um de seus desenhos completos foi selecionado para uma exposição.

## Carreira
Agnes decidiu que não queria ser pintora de figuras e deixou a Academia depois de um ano para estudar pintura de paisagem com James David Smillie e Robert Swain Gifford. Em 1875 duas de suas primeiras pinturas, painéis de flores de aquarela, foram exibidas e vendidas no Brooklyn Art Club. A artista continuou pintando flores e avançou para o desenho de paisagens e vistas costeiras de Nova York, Maine e Massachusetts. Em 1880 exibiu outro trabalho, When Autumn Turns the Leaves, na exposição da Sociedade Americana de Aquarela, tendo sido, naquele mesmo ano, eleita para se juntar à Sociedade, sendo a segunda mulher eleita, apenas depois de Catherine Tharp Altvater.
Além de sua carreira como pintora, Agnes foi professora em Washington e New Haven. Entre seus alunos esteve Claude Raguet Hirst, que acabou se tornando pintora, sendo a única mulher de sua época a utilizar a técnica Trompe-l'oeil. Agnes continuou a ensinar e a pintar até sua morte, em 1º de janeiro de 1917.